# 貫気別山 (平取町)
貫気別山（ぬきべつやま）は、北海道の沙流郡平取町にある標高1,317.5mの山である。山頂には一等三角点「貫気別」が設置されている。

## 概要
日高山脈を構成する中日高の山で、主稜線から離れた独立峰のような大きな山体を成し、南側にはリビラ山・ピウ岳・エチナンゲップ山・ポキヤップ山が連なる。山頂南西側にある通称「ガンケ」と呼ばれる高さ100m程の巨大な岩崖が特徴的である。
山名は貫気別川からつけられたもので、アイヌ語で「ヌㇷ゚キペッ（濁り水・川）」を意味している。留寿都村にも同名の山があり、ルスツリゾートが開発されている。かつては貫気別村が存在していた。

## 登山
登山道はなく夏は藪に覆われるため、残雪期に登られることが多い。貫気別川にある砂防ダムの駐車スペースから出発し、貫気別川沿いを進んでからガンケの南側の沢や尾根を登って山頂を目指す人が多い。リビラ山を目指す人やガンケの北側から下る人もいる。上級者向けの山である。